# سليمان بن داود العتكي
سليمان بن داود بن حماد أبي الربيع العتكي الزهراني البصري(143 هـ - 234 هـ)، الإمام الحافظ المقرئ، أحد رواة الحديث النبوي.

## روايته للحديث
روى عن: إسماعيل بن جعفر، وإسماعيل بن زكريا، والأغلب بن تميم، وجرير بن حازم، وجرير بن عبد الحميد، وحبان بن علي العنزي، وحماد بن زيد، وسفيان بن عيينة، وسلمة بن صالح الأحمر، وسلام بن سلم الطويل، وشريك بن عبد الله النخعي، والصلت بن الحجاج، وعباد بن العوام، وعبد الله بن جعفر المدني، وعبد الله بن المبارك، وعبد الحميد بن سليمان، وأبي شهاب عبد ربه بن نافع الخياط، وعبد العزيز بن المختار، وعبد الوارث بن سعيد، وغسان بن عبيد، وفليح بن سليمان، ومالك بن أنس حديثا واحدا، ومحمد بن ثابت العبدي، ومعتمر بن سليمان، ومنصور بن أبي الأسود، وهشام بن سلمان المجاشعي، والوضاح أبي عوانة، ويزيد بن زريع، ويعقوب بن عبد الله القمي.
روى عنه: البخاري، ومسلم، وأبو داود، وإبراهيم بن هاشم البغوي، وأحمد بن عنبر البصري، وأبو يعلى أحمد بن علي بن المثنى الموصلي، أحمد بن عمرو بن أبي عاصم النبيل، وأحمد بن عمرو القطراني، وأحمد بن حنبل، وإدريس بن عبد الكريم الحداد المقرئ، وإسحاق بن إسحاق التستري، وزكريا بن يحيى الساجي، وعبد الله بن أحمد بن حنبل، وعبد الله بن محمد البغوي، وأبو زرعة الرازي، وعثمان بن خرزاذ الأنطاكي، وعلي بن سعيد بن جرير النسائي، وعلي بن المديني، وعيسى بن عبد الله الطيالسي، وأبو حاتم الرازي، ومحمد بن عمرو الصيرفي، ومحمد بن محمد الجذوعي القاضي، ومحمد بن معمر البحراني، ومحمد بن يحيى الذهلي، وموسى بن هارون الحافظ، ويحيى بن محمد البختري، ويعقوب بن سفيان، ويعقوب بن شيبة.

## أقوال العلماء فيه
- قال يحيى بن معين، وأبو زرعة، وأبو حاتم، والنسائي: ثقة.[4]
- قال ابن حجر العسقلاني: لم نجد فيه لأحد كلاما إلا بالتوثيق.[5]
- وقال الذهبي: الحافظ ، المحدث الكبير.
- وقال عبد الرحمن بن يوسف بن خراش: تكلم الناس فيه وهو صدوق.
- وذكره ابن حبان في ثقاته.[6]
- وقال الآجري: سألت أبا داود عن أبي الربيع والحجبي أيهما أثبت في حماد بن زيد فقال أبو الربيع أشهرهما والحجبي ثقة.